# Castrul roman Optatiana
Castrul roman Optatiana se găsește pe teritoriul localității Sutoru, județul Sălaj, Transilvania, în locul numit "Gura Căpușului".